# Aperileptus melanopsis
Aperileptus melanopsis là một loài tò vò trong họ Ichneumonidae.